# 懷利嶺
71°51′S 168°27′E / 71.850°S 168.450°E
懷利嶺（英語：Wylie Ridge），是南極洲的山嶺，位於維多利亞地的博克格雷溫克海岸，屬於阿德默勒爾蒂山脈的一部分。
美國地質調查局根據測量和該國海軍的空中照片繪入地圖，現時由南極條約體系管理。